# Johannes Joachim Degenhardt
Johannes Joachim Degenhardt (Schwelm, 31 januari 1926 - Paderborn, 25 juli 2002) was een Duits geestelijke en kardinaal van de Rooms-Katholieke Kerk.
Degenhardt bezocht het seminarie van Paderborn en studeerde vervolgens theologie aan het theologisch seminarie van München. Aan het seminarie van Würzburg promoveerde hij in de godgeleerdheid. Hij werd 6 augustus 1952 priester gewijd. Hij werkte vervolgens als prefect van het seminarie van Paderborn en als pastor van het studentenpastoraat aldaar. In 1966 werd hij deken van het decanaat Hochschift.
Paus Paulus VI benoemde Degenhardt op 12 maart 1968 tot titulair bisschop van Vico di Pacato en tot hulpbisschop van Paderborn. Nadat aartsbisschop Lorenz Jäger in 1973 met emeritaat ging, koos het kathedraal kapittel Degenhardt tot diocesaan administrator. In 1974 benoemde paus Paulus VI hem daadwerkelijk tot opvolger.
Paus Johannes Paulus II creëerde hem kardinaal in het consistorie van 21 februari 2001. De San Liborio werd zijn titelkerk. Kardinaal Degenhardt overleed in de ochtend van 25 juli 2002 in het aartsbisschoppelijk paleis aan de gevolgen van een hartaanval. De volgende dagen defileerden duizenden gelovigen langs het - in de Bartholomäuskapelle - opgebaarde lichaam van de kardinaal. Hij werd bijgezet in de crypte van de kathedraal van Paderborn. Bij de uitvaartmis waren niet minder dan negen kardinalen aanwezig, onder wie Joseph Ratzinger, de latere paus Benedictus XVI en Ad Simonis, de toenmalig aartsbisschop van Utrecht.
- Bibliothèque nationale de France: cb123079275 (data)
- Gemeinsame Normdatei: 119115077
- International Standard Name Identifier: 0000 0000 8079 0188
- Library of Congress Control Number: n88239320
- Nederlandse Thesaurus van Auteursnamen: 080109012
- Istituto Centrale per il Catalogo Unico: PBEV010959
- Système universitaire de documentation: 031958745
- Virtual International Authority File: 77410
- WorldCat: E39PBJjmVxv8dMQgQc3whqY9Dq